# Schloss Eckartsau
Schloss Eckartsau ist ein aus einer Burg in ein Jagdschloss umgebautes Gebäude in Eckartsau unweit der Donauauen im niederösterreichischen Marchfeld. In die Geschichtsbücher ging es als letzter inländischer Wohnort von Kaiser Karl I. nach seinem Verzicht auf jeden Anteil an den Staatsgeschäften vom 11. November 1918 ein.

## Geschichte

### Herren von Eckartsau
Die ursprüngliche Burg war eine vierseitige Wasserburg. Das ursprünglich hochfreie Geschlecht der Eckartsauer, das die Burg besaß, wurde erstmals im Jahre 1175 in einer Schenkungsurkunde von Irnfried von Rötelstein, der die Burg am Braunsberg bei Hainburg besaß, an das Stift Klosterneuburg erwähnt. In dieser wird Heinrich des Ekkarisowe als Zeuge der Schenkung genannt. Die Eckartsauer waren dem Hochstift Regensburg lehenspflichtig.
Das Adelsgeschlecht erwarb im Lauf der Zeit rund um die Burg Marktrechte, Grundstücke sowie weitere Burgen. In der Minoritenkirche in Wien, wo damals die Angesehensten des Landes begraben wurden, ließen auch die Herren von Eckartsau eine Gruft errichten.
Da Konrad von Eckartsau den österreichischen Herzog Albrecht V. unterstützte, bereits als 14-Jähriger die Regentschaft anzutreten, wurde er von diesem großzügig gefördert. Unter Kaiser Friedrich III. wurden die Eckartsauer zwar immer wieder beraubt und ihre Burg geplündert, andererseits war auch Georg von Eckartsau selbst ein Raubritter.

### Wechselnde Besitzer
Wilhelm von Eckartsau war der letzte männliche Eckartsauer. Seine Tochter Appolonia erbte Burg und Gut Eckartsau 1507. Ihre Söhne verkauften das Gut nach dem Tod der Mutter 1571 an Georg Freiherrn von Teufel. In den kommenden zwei Jahrhunderten wechselten die Besitzer sehr oft, bis 1720 Franz Ferdinand Graf Kinsky die Burg kaufte. Er ließ die Burg nach Plänen von Joseph Emanuel Fischer von Erlach zum Jagdschloss umbauen; dabei wurde unter anderem der Westtrakt zur Gänze neu errichtet.

### Besitz der Habsburger

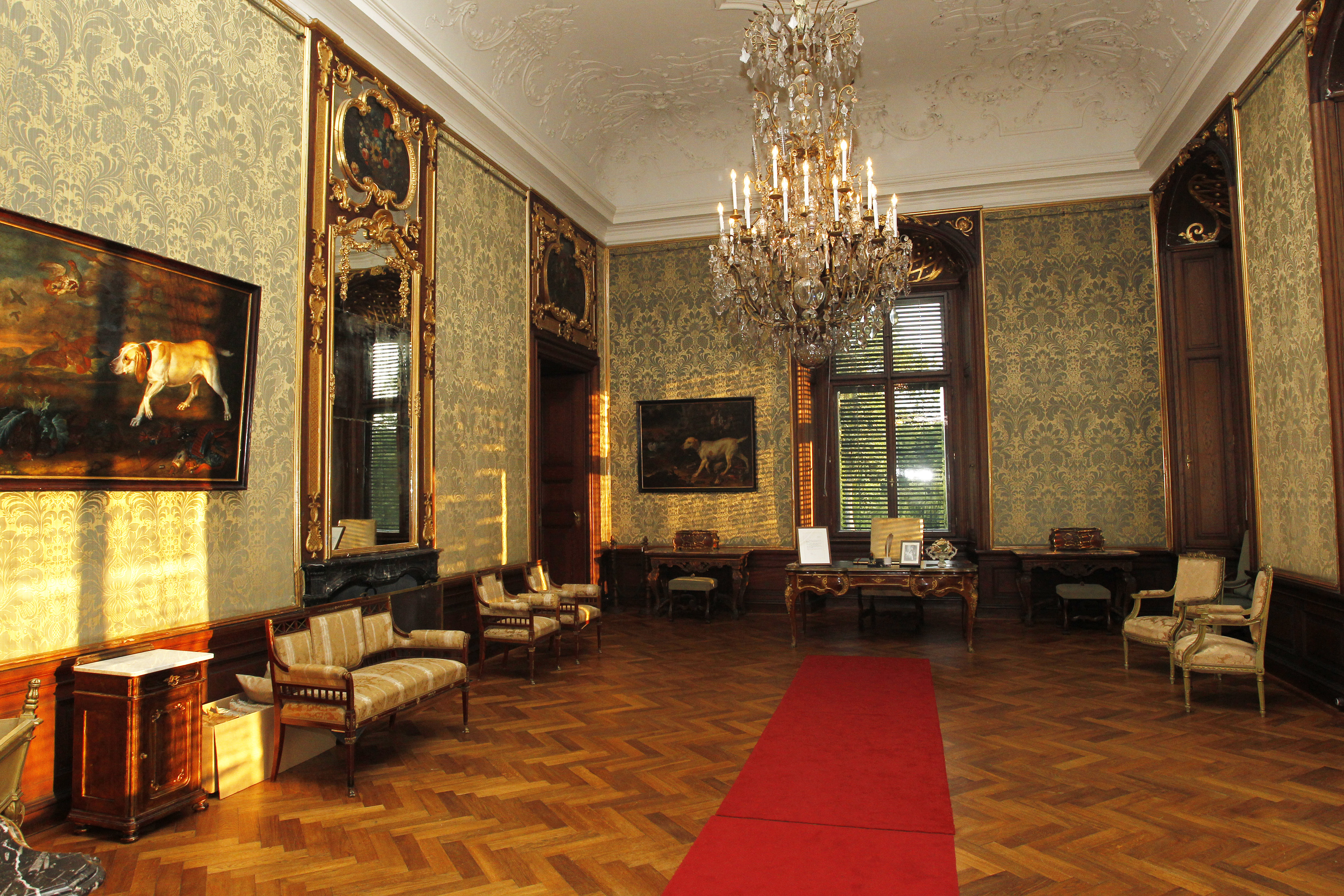
Salon

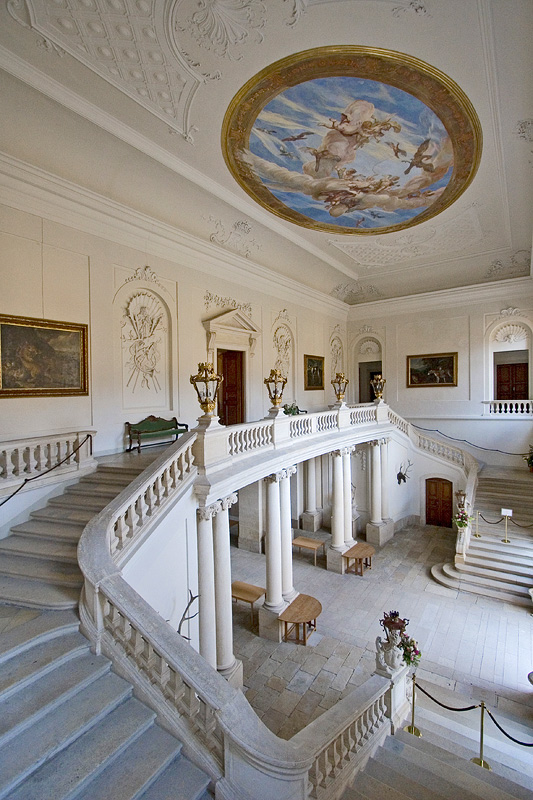
Großes Stiegenhaus

1760 kaufte Kaiser Franz I. Stephan von Lothringen, Gatte Maria Theresias, der Herrscherin der Österreichischen Erblande, das Schloss. 1797 wurde es von beider Enkel, Kaiser Franz II. (ab 1804 Franz I. von Österreich) der Familienstiftung des Hauses Habsburg-Lothringen (genannt Familienfonds) übertragen.
Nach dem Tod Maria Theresias 1780 verfiel aber das Schloss zusehends. Wegen Bauschäden wurde der Osttrakt zur Gänze und der Südtrakt teilweise abgetragen. Erst Erzherzog Franz Ferdinand ließ es von 1896 bis 1897 generalsanieren und die bereits abgerissenen Teile wieder aufbauen. Auch der Schlosspark wurde damals neu gestaltet. 1912 ließ der Thronfolger aus dem ehem. Gartenpalast Harrach in Wien-Landstraße die prachtvolle Stiegenanlage aus weißem, hartem Kaisersteinbrucher Stein entfernen und die Teile nach Schloss Eckartsau bringen.

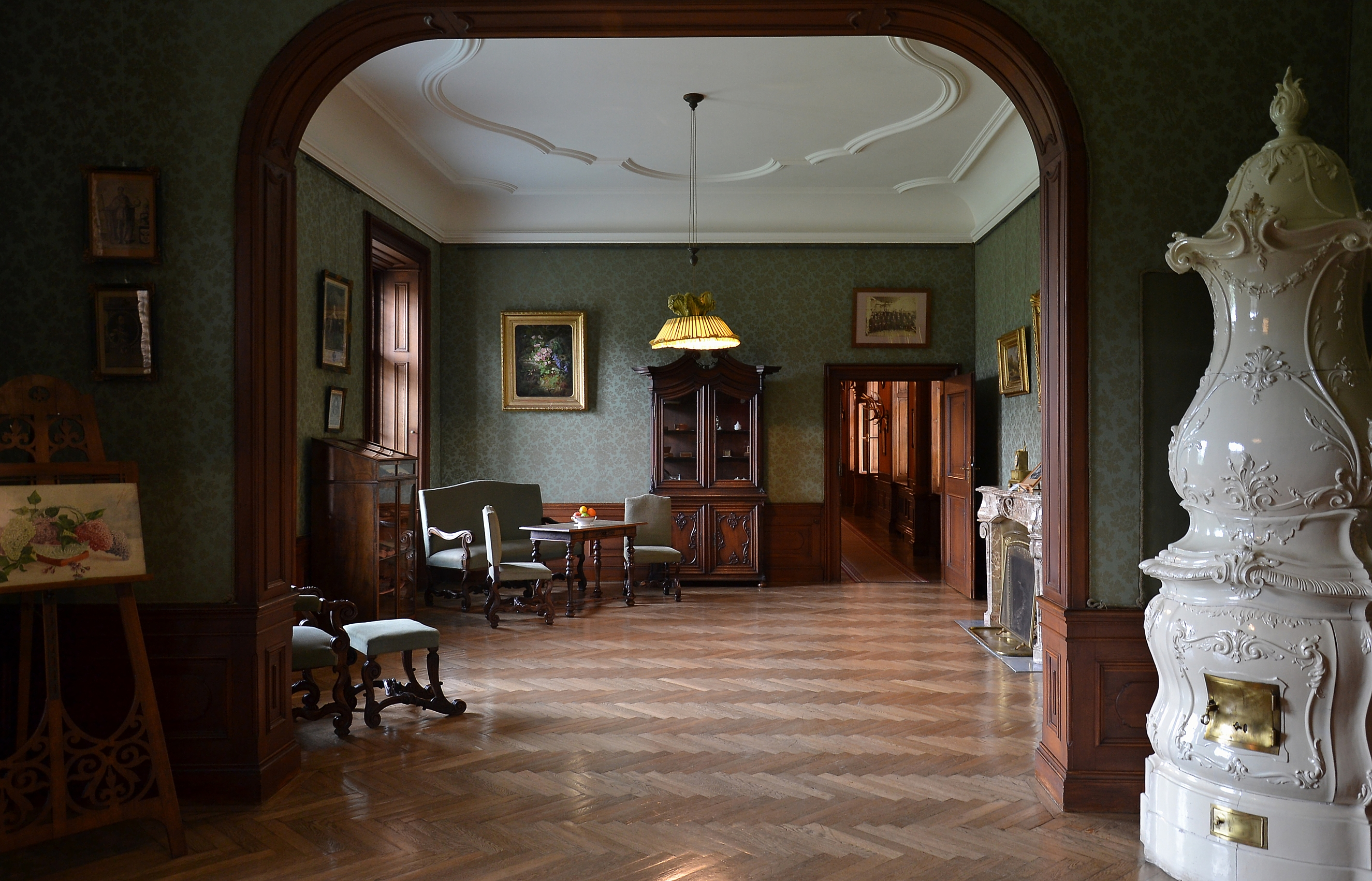
Das Arbeitszimmer Karls I./IV., das er auch nach seinem Verzicht auf jeden Anteil an den Staatsgeschäften benutzte

Bedeutung erlangte das Schloss nochmals am Ende der Monarchie als Residenz Kaiser Karls I., der hier 1917 und 1918 u. a. Gesuche an ihn bearbeitete. Von 1. bis 27. Juli 1918 war Eckartsau offizielle Residenz des k.u.k. Hofes.
Diese Nutzung wurde auch nach seinem Regierungsverzicht in Österreich beibehalten, als er und Kaiserin Zita mit ihren Kindern, darunter der sechsjährige Otto, am Tag des Regierungsverzichts aus dem staatseigenen Schloss Schönbrunn in habsburgischen Privatbesitz übersiedelten und von der Nacht 11./12. November 1918 an dauerhaft in Eckartsau wohnten. Hier übergab Karl am 13. November 1918 an eine ungarische Politikerdelegation, die viel Überredungskunst aufzubringen hatte, seinen schriftlichen Verzicht auf die Regierungsausübung in Ungarn, dankte aber auch dort, wie in Österreich, nicht formell ab. Als der Gang ins Exil wegen der Weigerung abzudanken unausweichlich wurde, bestellte der britische Oberst Edward Lisle Strutt den ehemaligen k.k. Hofzug der Staatsbahnen nach Kopfstetten, der nächstgelegenen Bahnstation. Von dort reisten Karl und seine Familie am 23. März 1919 in die Schweiz ab.

### Eigentum der Republik

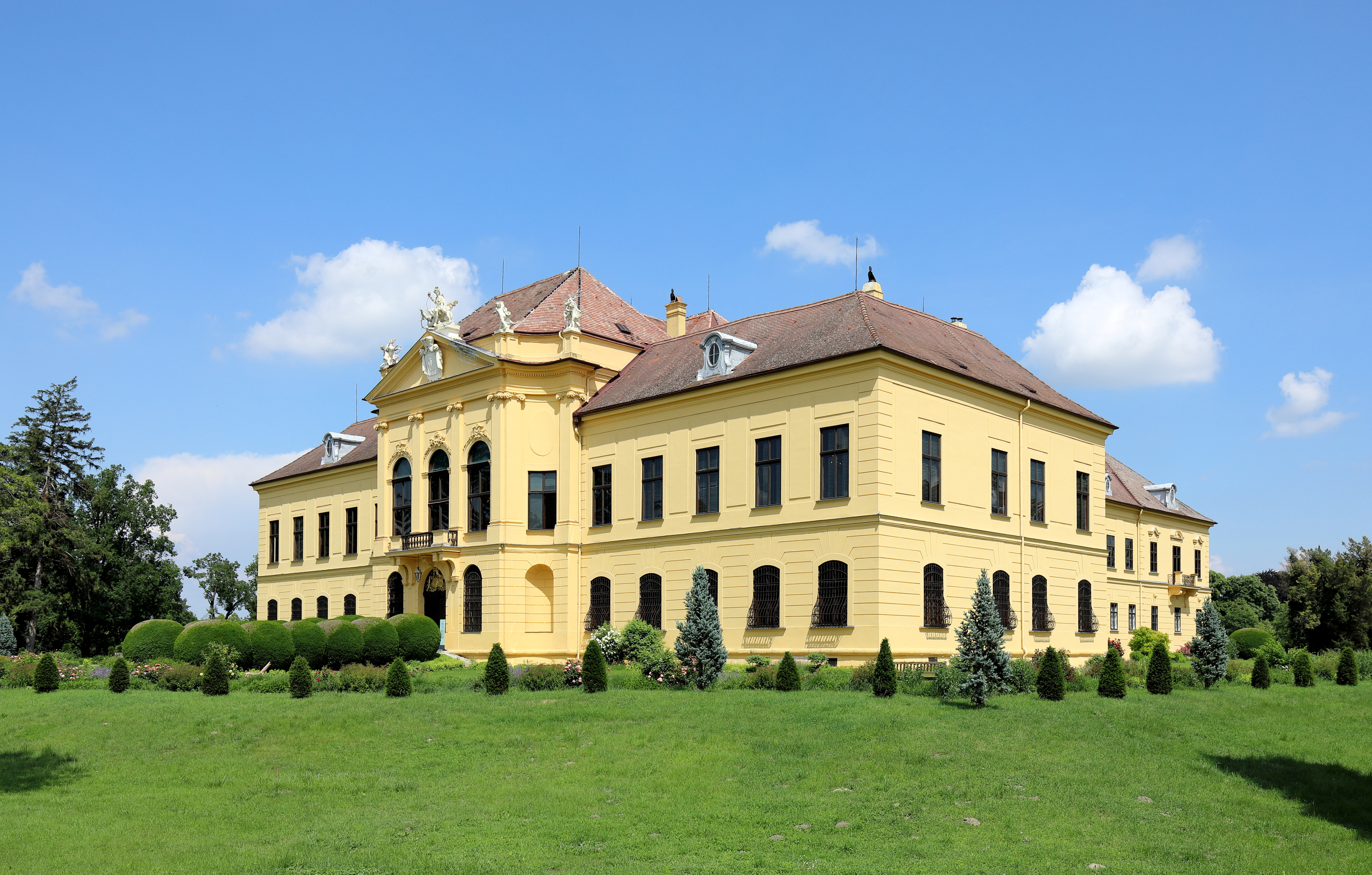
Südwestansicht des Schlosses

Der Familienfonds der Habsburger wurde mit dem Habsburgergesetz vom 3. April 1919 entschädigungslos in Staatsbesitz übernommen. Damit kam das Schloss, das heute im Nationalpark Donau-Auen liegt, ins Eigentum der Republik Österreich, verwaltet von den Österreichischen Bundesforsten.
Als Museumsbetrieb hat das Schloss auch das Museumsgütesiegel verliehen bekommen. Zu den Marchfeldschlössern gehören auch Schloss Niederweiden und Schloss Hof.
Im Herbst 2024 wurde auf Schloss Eckartsau die Universum-History-Dokumentation Alfred Nobel & Bertha von Suttner – The Price of Peace mit Per Lasson als Alfred Nobel und Lili Winderlich als Bertha von Suttner für ORF, Arte und SVT gedreht.